# Liste der Monuments historiques in Mouliherne
Die Liste der Monuments historiques in Mouliherne führt die Monuments historiques in der französischen Gemeinde Mouliherne auf.

## Liste der Bauwerke
| Bezeichnung         | Beschreibung                          | Standort | Kennzeichnung | Schutzstatus | Datum | Bild           |
| ------------------- | ------------------------------------- | -------- | ------------- | ------------ | ----- | -------------- |
| Manoir de la Touche | Herrenhaus, erbaut im 15. Jahrhundert | (Lage)   | PA00109222    | Inscrit      | 1963  |                |
| Kirche St-Germain   | Erbaut im 12./13. Jahrhundert         | (Lage)   | PA00109221    | Classé       | 1909  | weitere Bilder |

## Liste der Objekte
| Bezeichnung                  | Beschreibung    | Standort                        | Kennzeichnung | Schutzstatus | Datum | Bild |
| ---------------------------- | --------------- | ------------------------------- | ------------- | ------------ | ----- | ---- |
| Wandmalerei: Heilige Barbara | 15. Jahrhundert | in der Kirche St-Germain (Lage) | PM49000833    | Classé       | 1986  |      |